# شرف حاتم (العدين)

تعديل مصدري - تعديل

شرف حاتم هي إحدى قرى عزلة شرف حاتم بمديرية العدين التابعة لمحافظة إب، بلغ تعداد سكانها 1431 نسمة حسب تعداد اليمن لعام 2004.